# Fuoricampo (baseball)
Il fuoricampo (home run in lingua inglese), nel baseball, è una battuta valida grazie alla quale il battitore può girare tutte le basi, finendo a casa base  e realizzando in tal modo un punto per la propria squadra, oltre a "portare a casa" tutti i compagni che eventualmente si fossero trovati già in base.
Nelle statistiche viene abbreviato in HR.
I fuoricampo sono una delle tre statistiche considerate per l'assegnazione della tripla corona dei battitori, insieme alla media battuta e ai punti battuti a casa.

## Tipi di fuoricampo
Il tipo più comune di fuoricampo si realizza quando la palla viene spedita fuori dal campo di gioco con una volata buona. È da questa azione che deriva il termine italiano, mentre il termine inglese home run significa letteralmente "corsa/punto a casa".
È possibile realizzare un fuoricampo anche senza che la palla esca effettivamente dal terreno di gioco, ad esempio in campi molto grandi, o a causa di particolari situazioni che impediscano alla difesa di fermare il battitore prima che questo completi il giro delle basi. In tali situazioni, si ha un fuoricampo interno (inside-the-park home run in inglese). 
Il grande slam (grand slam in inglese) è il fuoricampo realizzato con tutte le basi piene, e porta alla squadra che lo realizza 4 punti. 

## Record

### Major League Baseball

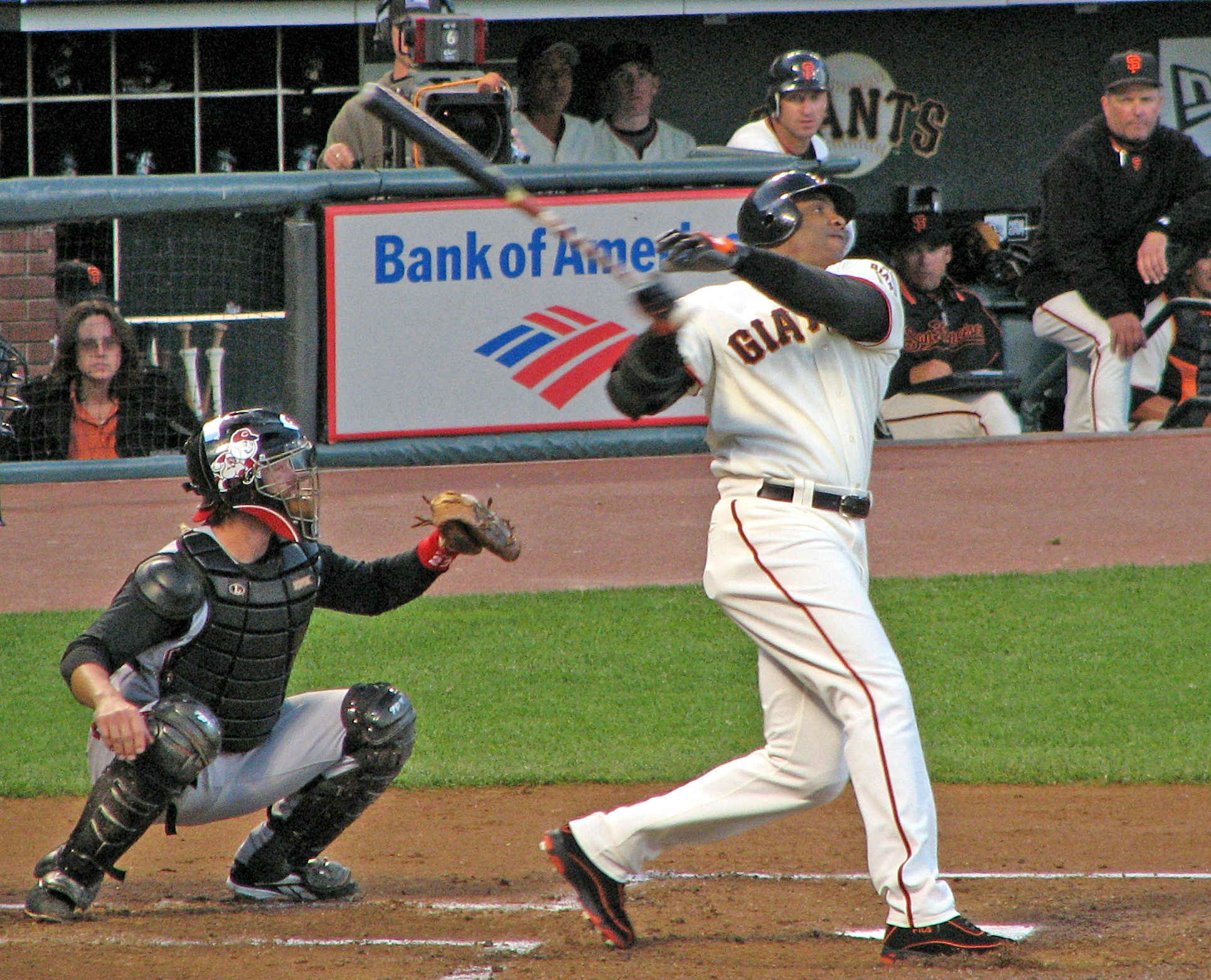
Barry Bonds, detentore del record di fuoricampo della MLB

Classifica dei primi tre giocatori della Major League Baseball (MLB) per numero di fuoricampo in carriera, aggiornata al termine della stagione 2012:
1. Barry Bonds - 762
2. Hank Aaron - 755
3. Babe Ruth - 714

Classifica delle migliori tre prestazioni stagionali, aggiornata al termine della stagione 2012:
1. Barry Bonds (2001) - 73
2. Mark McGwire (1998) - 70
3. Sammy Sosa (1998) - 66

### Nippon Professional Baseball

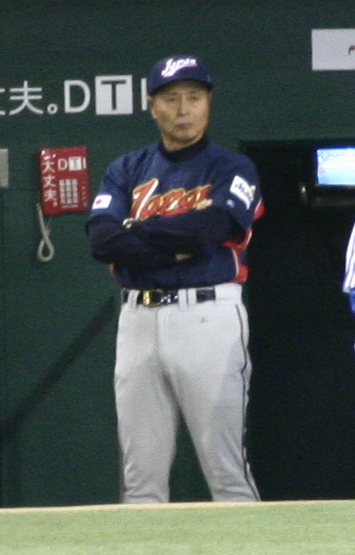
Sadaharu Ō, detentore del record di fuoricampo della NPB

Il record assoluto della Nippon Professional Baseball  (NPB) è detenuto da Sadaharu Ō con 868 fuoricampo in carriera.

### Campionato italiano
Nel campionato italiano di baseball vengono distinti i record ottenuti con le mazze di alluminio da quelli realizzati con le mazze in legno.
Classifica dei primi tre giocatori del campionato italiano di baseball per numero di fuoricampo in carriera, con le mazze di alluminio:
1. Roberto Bianchi - 287
2. Giuseppe Carelli - 220
3. Massimo Fochi - 196

Classifica dei primi tre giocatori del campionato italiano di baseball per numero di fuoricampo in carriera, con le mazze in legno:
1. Jaimo Ramos - 75
2. Roberto Gandini - 66
3. Claudio Liverziani - 64

Classifica delle tre migliori prestazioni stagionali con le mazze di alluminio:
1. Donald Mazzilli (1985, Rimini Baseball Club) - 33
2. Giuseppe Carelli (1983, Rimini Baseball Club) - 30
3. Tommy Martinez (1983, Rimini Baseball Club) - 29

Classifica delle tre migliori prestazioni stagionali con le mazze in legno:
1. John Self  (1971, Bbc Grosseto) - 21
2. David Pillow (1973, Bollate Baseball Club) - 20
3. Roberto Frazini (1973, Roma Baseball) - 18